# Fredrik Vetterlund
Fredrik Mauritz Vetterlund, född 10 oktober 1865 i Halmstad, död 24 november 1960 i Matteus församling i Stockholm, var en svensk författare, litteraturhistoriker och  litteraturkritiker. 

## Biografi
Vetterlund blev student vid Lunds universitet 1884, filosofie kandidat 1889, filosofie licentiat 1899, filosofie doktor  1900 och var 1902–1910 docent där i ämnet estetik. Tiden 1911–1918 hade han motsvarande tjänst vid Stockholms högskola. Parallellt var Vetterlund 1900–1924 litteraturkritiker i Aftonbladet. Han behandlade i essäer den svenska romantiken, framförallt Per Daniel Amadeus Atterboms diktning. Vetterlunds egen diktning har karakteriserats som blid och drömmande. Han blev hedersledamot av Hallands nation vid Lunds universitet 1932.
Fredrik Vetterlund var son till konsuln Mauritz Leonard Wetterlund och Heriette Fredrique Marie Hanson. Han var far till skådespelaren Inga-Bodil Vetterlund. Vetterlund är begravd på Norra begravningsplatsen utanför Stockholm.

### Skönlitteratur
- Agetur : voyage incroyable / af M:me De Pompadour. Lund. 1893. Libris 3365691 - Tillsammans med Gustaf Henric Lundqvist
- För fanan vid invigningsfesten i Göteborgs nation den 30 april 1895. Lund. 1895 - Undertecknat F. V.
- I dagens stunder : taflor och toner / med illustrationer af Arthur Sjögren. Stockholm: Lindström. 1896. Libris 1645800
- Några aforismer. Stockholm. 1896 - Ur Dagny.
- Studier och dikter. 1-2. Stockholm: Norstedt. 1901. Libris 1729076
- Tidiga ungdomsår : scener. Stockholm: Bonnier. 1907. Libris 1618935
- I gråbergsland och andra dikter. Stockholm: Wahlström & Widstrand. 1909. Libris 1618934
- Sommar och september : nya dikter och gamla. Stockholm: Norstedt. 1911. Libris 1641447
- Vayaha : förhistorisk berättelse : en ungdomsdikt. Nordiska förlagets tio-öres-serie ; 28. Stockholm: Nord. förl. 1912. Libris 1641448
- Till Nils Flensburg 22/4 1915. Lund. 1915. Libris 3170932 - Undertecknat F.V.
- Raderingar och novelletter. Stockholm: Norstedt. 1916. Libris 1660837
- Skuggornas sal : en diktsamling. Stockholm: Åhlén & Åkerlund. 1916. Libris 1660838
- Genom åren : ett dikturval. Stockholm: Norstedt. 1920. Libris 1660836
- Thuledagrar : några dikter. Stockholm: Norstedt. 1922. Libris 1484385
- Miniatyrer på prosa. Stockholm: Bonnier. 1926. Libris 1337381
- Ödesstjärnor : dikter. Stockholm: Bonnier. 1930. Libris 1337382
- Kantat vid invigningen av den nya byggnaden för Hallands museum : Halmstad den 17 september 1933. Halmstad. 1933. Libris 3170922 - Musik av Sven Welin.
- Fädernas kyrka : kantat vid återinvigningen av Halmstads kyrka. Halmstad. 1941
- Program vid återinvigningen av S:t Nikolai kyrka i Halmstad lördagen den 29 och kyrkoherdeinstallationen söndagen den 30 november 1941. Halmstad. 1941. Libris 11860162
- Gyllne söndag : lyrisk vers och prosa. Stockholm: Bonnier. 1944. Libris 1422753
- Noveletter och miniatyrer. Stockholm: Bonnier. 1946. Libris 1422754
- Ur livets stämningsmelodi. Stockholm: Bonnier. 1948. Libris 1422755
- Fredrik Vetterlund : livsgryningens poet : ett dikturval. Halmstad: Samfundet. 1962. Libris 847952

### Varia
- Atterbomska ungdomsdikter och Atterbomska reminiscenser. Upsala. 1891 - Ur Samlaren.
- Från Viktor Rydbergs ungdomsperiod : om "Singoalla" och dess ställning inom sin författares vittra alstring. Upsala. 1892. Libris 3170919 - Ur Svensk tidskrift.
- Romantisk mystik : litteraturhistoriska anteckningar. Uppsala. 1894. Libris 1921894 - Ur Svensk tidskrift.
- Stolthet. [Stockholm]. 1894. Libris 10506124 - Ur Svensk tidskrift.
- "Anna A." och hennes lyrik. Upsala. 1895. Libris 3170914 - Behandlar Anna Wästberg. - Ur Läsning för hemmet.
- Atterbom före Upsalatiden (1790-1805) : ett kapitel af en biografi. Upsala. 1895. Libris 3170916 - Ur Svensk tidskrift.
- Ett nyromantiskt skaldeideal och idékretsen i Atterboms Fågel Blå : afhandling, belönt med Svenska akademiens andra pris 1895. Lund: Gleerup. 1896. Libris 1645799 - Ur Svensk tidskrift.
- Atterboms sagospel Fågel blå. Afdelning 1-2. Lunds universitets årsskrift, 99-0645033-9. Lund. 19000-1902. Libris 1840306 - Akademisk avhandling Lund.
- Bernhard Berenson : en skiss ur samtidens konstforskning. Lund: Lindstedts bokh. 1902. Libris 1729075
- Lifsgryning : ett fragment med epilog. Stockholm. 1906. Libris 3170924 - Ur Ord och bild.
- Från nyromantikens dagar : några blad. Uppsala: Wahlström. 1907. Libris 718472
- C. D. af Wirsén : några minnesord. Stockholm. 1912. Libris 3170917 - Ur Ord och bild.
- Karl Warburg 1852-1912. Stockholm. 1912. Libris 3170923 - Ur Ord och bild.
- Romantisk och naturalistisk romantik : några aforismer. Stockholm. 1912. Libris 3170928 - Ur Ord och bild.
- A.T. Gellerstedt : några erinringar. S.l. 1914. Libris 3170915 - Ur Ord och bild.
- Skissblad om poeter : en essaysamling. Stockholm: Norstedt. 1914. Libris 8072766
- Voltaire som fordringsägare till en furste och ett nyfunnet Voltairebref. Stockholm. 1914. Libris 3170935 - Ur Ord och bild.
- Helg. [Stockholm]. 1917. Libris 3170920 - Ur Ord och bild.
- Romantik : några valda essayer. Essayer och kritiker ; 8. Helsingfors: Söderström. 1920. Libris 375754
- Slutuppgörelsen med poesien i Lycksalighetens ö. [Stockholm]. 1920. Libris 3170930 - Ur Ord och bild.
- Sägnen om "Lycksalighetens ö" bakom Atterboms sagospel. [Stockholm]. 1921. Libris 3170931 - Ur Ord och bild.
- Atterboms sagospel "Lycksalighetens ö" : en estetisk och litteraturhistorisk undersökning. Stockholm: Norstedt. 1924. Libris 8198460
- Hugskott och glimtar. Stockholm. 1924. Libris 3170921 - Ur Ord och bild.
- Valdemar Vedel. S.l. 1926. Libris 3170933 - Ur Ord och bild.
- Ur portföljen : randteckningar, brevstudier och analyser. Stockholm: Fritze. 1927. Libris 350631
- Min gymnasistvän. Stockholm. 1928. Libris 3170926 - Ur [P.A.N.] Vers och prosa.
- Sigfrid Siwertz. Stockholm. 1929. Libris 3170929  - Ur Biblioteksbladet.
- Love Almqvists poetiska exotism. Stockholm. 1930. Libris 3170925 - Ur Ord och bild.
- Romantiskt 1800-tal : ännu några essayer. Stockholm: Bonnier. 1934. Libris 11434
- Viktor Rydberg och C. D. af Wirsén. Uppsala. 1936 - Ur Samlaren.
- Ola Hansson och Viktor Rydberg : ur en brevväxling. Stockholm. 1937 - Ur Nordisk tidskrift.
- I stället för en antologi : glömda dikter. Stockholm. 1940 - Ur Svensk tidskrift.
- Bortom de blå bergen : kritiska speglingar av nordisk dikt. Stockholm: Norstedt. 1942. Libris 376887
- Fredriksdal. Halmstad. 1943. Libris 3170918 - Ur Föreningen Gamla Halmstads årsbok.
- Omkring ett par brev av Carl Snoilsky. Stockholm. 1948. Libris 3170927 - Ur Ord och bild.

### Utgivare
- Sveriges national-litteratur 1500-1900. Stockholm: Bonnier. 1907-. Libris 1188322
  -  9, Svensk romantik, 1  : Atterbom, Hedborn, Elgström, Afzelius, Eufrosyne. 1908. Libris 1188331
  -  10, Svensk romantik, 2  : Ling, Stagnelius, Sjöberg, Nicander, Dahlgren. 1910. Libris 1188332
  -  16, Svensk lyrik från tiden efter 1860  : "signaturerna" och andra : Snoilsky, af Wirsén, Bäckström, Björck, Gellerstedt, Melin, Anna Wästberg. 1909. Libris 1188338
  -  24, 1800-talets dramatik : von Beskow, F.A. Dahlgren, Aug. Blanche, J.J. Wecksell, Frans Hedberg, Harald Molander. 1911. Libris 1188346
- Sveriges national-litteratur 1500-1920. Stockholm: Bonnier. 1921-1922. Libris 8081607
  -  Sveriges national-litteratur 1500-1920. 17, Svensk lyrik från tiden efter 1860 : "signaturerna" och andra : Snoilsky ... 1922. Libris 8081625
  -  Sveriges national-litteratur 1500-1920. 25, 1800-talets dramatik : von Beskow, Johan Börjesson, F. A. Dahlgren, Aug. Blanche, J. J. Wecksell, Frans Hedberg, Harald Molander. 1922. Libris 9932389
- Gellerstedt, Albert Theodor (1909). Dikter i urval. [Stockholm: Bonnier. Libris 2995411
- Kellgren, Johan Henric (1912). Valda dikter och prosastycken. Svenska klassiska författareSvenska klassiker. Stockholm: Bonnier. Libris 859906
- Stagnelius, Erik Johan (1912). Valda dikter. Svenska klassiska författare. Stockholm: Bonnier. Libris 1639884
- Lidner, Bengt (1913). Valda skrifter. Svenska klassiker. Stockholm: Bonnier. Libris 2039961
- Gellerstedt, Albert Theodor (1914). Samlade dikter. Stockholm: Norstedt. Libris 22549899. https://runeberg.org/gatsamdikt/
- Levande svensk litteratur från äldsta tider till våra dagar. Vol. 23. Stockholm: Bonnier. 1938. Libris 1377483

## Priser och utmärkelser
- De Nios stora pris 1925